# Zindan

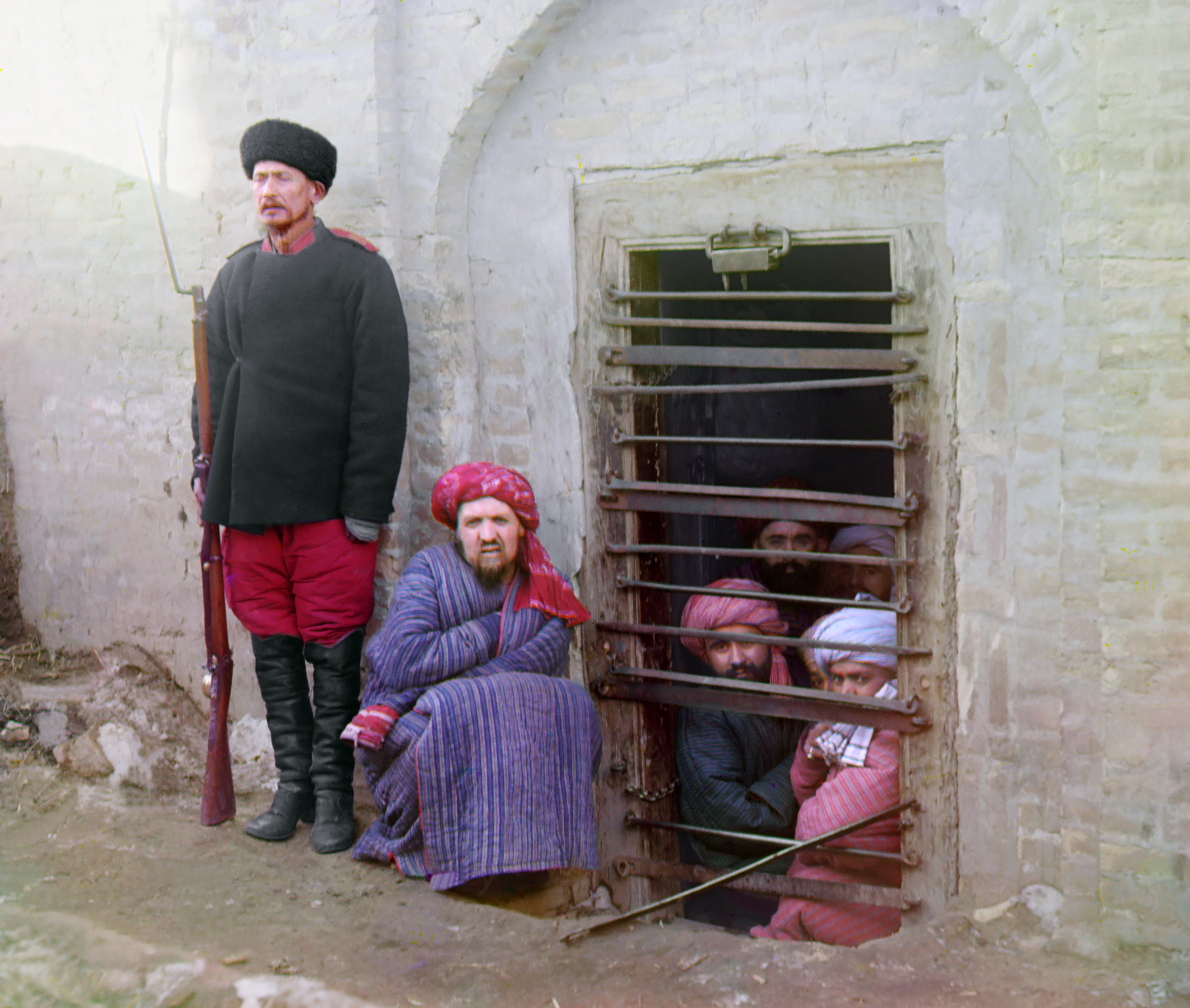
Presos em um zindan no Emirado de Bukhara sob o controle da Rússia Imperial (1910).

Zindan (em persa: زندان, zindân - "prisão") é uma prisão tradicional da Ásia Central. No Canato oriental, as prisões eram tipicamente subterrâneas.